# Brewster SB2A Buccaneer

Схематичне зображення палубного бомбардувальника «Брюстер» SB2A «Буканір»

«Брюстер» SB2A «Буканір» (англ. Brewster SB2A Buccaneer) — американський палубний пікіруючий бомбардувальник/штурмовик виробництва авіакомпанії Brewster, що перебував на озброєнні військово-морських сил та Корпусу морської піхоти США, а також Королівських флоту та авіації Великої Британії за роки Другої світової війни.
SB2A «Буканір» — одномоторний середньоплан — мав надмірну вагу і недостатню маневреність, і був описаний як «класичний провал»; хоча він був розроблений як бомбардувальник-розвідник, жоден з них не брав участі в бойових діях, хоча деякі з них знайшли застосування в небойових ролях.
SB2A був розроблений для ВМС США, а також був замовлений у великій кількості урядами Нідерландів, Франції та Великої Британії напередодні Західної кампанії вермахту. Однак, через німецьку окупацію голландське замовлення пізніше перейшло до ВМС США, а французьке — до Великої Британії. Австралійське замовлення було скасоване ще до того, як жоден з літаків був поставлений на озброєння. SB2A «Буканір» був малопотужним і мав погану конструкцію планера, і всі його оператори вважали його непридатним для ведення повітряного бою або застосування за призначенням у ролі пікіруючого бомбардувальника чи штурмовика. Отже, SB2A використовувалися як буксир повітряних мішеней у Королівських ПС і ВМС США, як навчальні літаки в Корпусі морської піхоти і у Повітряних силах армії США. Багато завершених літаків були утилізовані, так і не надійшовши на озброєння підрозділів авіації. Історики вважають цей тип літака одним з найгірших у Другій світовій війні. Сама корпорація «Брюстер» закрилася у 1946 році, зокрема через провал цієї моделі.

## Історія
На початку 1939 року Бюро аеронавтики ВМС США запустило програму розробки збільшених моделей розвідників/бомбардувальників для експлуатації з авіаносців флоту. У квітні того ж року Brewster Aeronautical Corporation була обрана для створення прототипу моделі 340 під ці вимоги; цей літак отримав позначення XSB2A-1.
Конструкція XSB2A-1 значною мірою базувалася на попередній версії бомбардувальника-розвідника Brewster SBA. Він мав компонування одномоторного моноплана з центральним розташуванням крила, як і попередні літаки, але був більшим за розміром і мав потужніший двигун. XSB2A-1 оснащувався одним двигуном Wright R-2600, який приводив у рух трилопатевий гвинт. Він був озброєний двома кулеметами калібру 0,50 дюйма у фюзеляжі по курсу польоту літака та двома кулеметами 0,30 у кожному крилі. Спочатку передбачалося, що цей тип матиме закриту гарматну турель і перевозитиме до 1000 фунтів (450 кг) бомб у внутрішньому бомбовому відсіку.
17 червня 1941 року в небо піднявся перший прототип XSB2A-1. Результати цього випробування та зміни вимог призвели до значних змін у конструкції. Це включало подовження планера на 1 фут і два дюйми, заміну вежі гнучким кріпленням у задній частині кабіни для пари кулеметів калібру 0,30, посиленням броньового захисту та встановленням самоущільнювальних паливних баків, а також змінами в дизайн хвоста та і ліхтаря. Це призвело до збільшення ваги літака майже на 3000 фунтів (1400 кг) і значно зменшило його швидкість, навантаження на озброєння та дальність польоту.
В остаточній конфігурації SB2A важив 4501 кг порожній і мав максимальну злітну вагу 6481 кг. Літак розвивав максимальну швидкість 441 км/год, крейсерську швидкість 259 км/год і максимальну дальність польоту до 2696 км. Але, планер був погано сконструйований і міг бути легко пошкоджений. SB2A був укомплектований екіпажем з двох осіб: пілот і штурман, який одночасно виконував функції спостерігача і стрільця.

### Використання
У липні 1942 року почалися поставки британської версії «Буканірів» — Brewster Bermuda — Королівським ПС Британії. Королівські льотчики швидко визнали, що цей літака непридатний для бойових дій, і більшість Bermudas, доставлених американцями, були переобладнані в буксири мішеней. П'ять літаків були передані авіації флоту Королівського флоту для оцінки — чотири як пікіруючі бомбардувальники і один як буксир повітряних мішеней.
Повітряні сили армії США отримали 108 «Бермудів», які вони позначили як A-34. Незабаром літак був визнаний непридатним навіть для навчальних цілей і використовувався лише як перевізник чи авіаційне таксі. В разі поломки літака, їх просто кидали напризволяще, або використовували як мішені для вогневої підготовки. 1944 року А-34 були зняті з озброєння.

## Модифікації
- XSB2A-1 Buccaneer — перший проєкт прототипу літака
- SB2A-2 — перша серійна версія літака, з крилами, що не складалися (80 шт.)
- SB2A-3 — друга серійна версія літака, з крилами, що складалися, та аерофінішером (60 шт.)
- SB2A-4 — варіант літака, побудований на замовлення ПС Нідерландів; реквізований для ВМС США (162 побудовано)
- A-34 Bermuda — варіант літака, побудований за ленд-лізом для Королівських ПС Великої Британії
- Bermuda Mk.1 — ліцензійна версія літака, побудований для Королівських ПС Великої Британії; механізоване кріплення гармати замінено гнучким кріпленням. Доставлено лише 468 із 750 замовлених.

## Країни-оператори
США
- ВМС США
- Повітряний корпус Армії США
- КМП США

 Велика Британія
- Королівські повітряні сили Великої Британії
- Повітряні сили флоту Великої Британії